# F-02B
docomo STYLE series F-02B（ドコモ スタイル シリーズ エフ ゼロ に ビー）は、富士通によって開発された、NTTドコモの第三世代携帯電話（FOMA）端末である。docomo STYLE seriesの端末。

## 概要
2008年夏モデルのF-08Aやそのネーミングの原点であるF-02Aの後継モデルで、女性を意識したデザインとなっている。
それぞれのボディカラーにあわせてカッティングを施した「ジュエルブロック」を採用。決定キーにも「ジュエルカットボタン」を採用しさりげない個性を際立たせた。また、背面には18種類から選べる「ブリリアントイルミ」、キーにも7色から選べる「レインボーキーイルミ（Opal Whiteは面照光、そのほかのボディカラーは文字照光）」を採用。ボディカラーや待受画面とコーディネートすることができる。
リアカバーには吸水性・耐腐食性・耐薬品性に優れた多孔質セラミック製「フレグランスチップ」を採用した「フレグランスピース」を装着した「フレグランスリアカバー」を採用。「フレグランスチップ」は取り外しができ、好みの香水をつけてセットすることで、香りを身につけることができる。なお、「フレグランスピース」が無いリアカバーも同梱されている。
カメラはメインカメラの有効画素数が810万画素に引き上げられ、F-08Aと同じく「Milbeaut Mobile」を搭載。また、目を自然に大きくし、肌の色をより美しく調整する「美肌+ひとみ強調モード」も引き続き搭載されている。さらに、あらかじめ設定した顔を認識してピントと明るさを自動調整する「サーチミーフォーカス」や設定した笑顔度になったら自動でシャッターが切れる「スマイルファインダー」を搭載。この2機能は連動させることもできる。そのほか、動きの速い被写体を追いかけてピントを合わせ続ける「トラッキングフォーカス」も搭載されている。
IPX5/IPX7/IPX8等級に対応する高い防水性能もあり、水深1.5m以内でのカメラ撮影も可能。また、IP5X等級対応の防塵性能もある。また、「スーパーはっきりボイス3」を搭載し、相手の声が聞き取りづらい人混みの中でも聞き取り易くなり、また、相手の声がゆっくり聞こえる「ゆっくりボイス」も搭載されている。F-08Aでは非対応だったGPSにも対応した。また、「オープンアシスト」を富士通製端末ではF-03Bと共にらくらくホンシリーズ以外の端末で初めて採用しており、長い爪の女性でも開けやすいような配慮がなされている。
なお、ラインナップにある「Folli Follie Gold」はトータルファッションブランドFolli Follieスペシャルモデルである。特長として、Folli Follieオリジナル着せ替えツールが追加でプリインストールされており、オリジナルストラップを同梱。キット箱も専用デザインを採用した。
| 主な対応サービス                   | 主な対応サービス                                                    | 主な対応サービス                       | 主な対応サービス                                 |
| ---------------------------------- | ------------------------------------------------------------------- | -------------------------------------- | ------------------------------------------------ |
| タッチパネル                       | FOMAハイスピード7.2Mbps                                             | Bluetooth                              | DCMX／おサイフケータイ                           |
| iアプリオンライン／地図アプリ      | 直感ゲーム／メガiアプリ                                             | iウィジェット                          | マチキャラ／iコンシェル                          |
| ホームU／ポケットU                 | GPS／ケータイお探し                                                 | デコメール／デコメ絵文字／デコメアニメ | iチャネル                                        |
| 着もじ                             | テレビ電話／キャラ電                                                | ケータイデータお預かりサービス         | フルブラウザ                                     |
| おまかせロック／バイオ認証         | 外部メモリーへiモードコンテンツ移行／ユーザーデータ一括バックアップ | トルカ                                 | iC通信／iCお引越しサービス                       |
| きせかえツール／ダイレクトメニュー | バーコードリーダ／名刺リーダ                                        | 2in1                                   | エリアメール／ソフトウェアーアップデート自動更新 |
| GSM／3Gローミング（WORLD WING）    | 着うたフル／うた・ホーダイ                                          | Music&Videoチャネル／ビデオクリップ    | デジタルオーディオプレーヤー(WMA)(AAC)           |

## プリインストールiアプリ
以下のiアプリが購入時に端末にプリインストールされている。
| アプリ名                       | 概要 |
| ------------------------------ | --- |
| もじぴったん歩き旅             | 空いているマスに文字を置いて言葉を作るパズルゲーム                                                                             |
| ロジックパズルF                | ヒントとなる数字を元にブロックを置いて図形を作るパズルゲーム                                                                   |
| プチプチズーキーパー ver.F     | アクションパズルゲーム |
| ケータイ能力ストレッチング2    | さまざまな問題を解いて脳年齢を測り、脳をトレーニングしていくゲーム                                                             |
| VoiceShelf for F               | オーディオブックを再生するためのアプリ                                                                                         |
| 日英しゃべって翻訳 for F       | マイクに向かって主に旅行で使われる日本語、英語を話すだけで翻訳した文章を画面に表示する                                         |
| iアバターメーカー              | iアバターを作成するアプリ |
| モバイルGoogleマップ           | Googleマップのアプリ。GPSを使った道案内、経路検索、衛星写真、ストリートビューなどを利用できる                                  |
| Gガイド番組表リモコン          | テレビ番組表とAVリモコン機能が1つになったアプリ                                                                                |
| iD設定アプリ                   | おさいふケータイクレジット決済サービスiDの設定アプリ                                                                           |
| DCMXクレジットアプリ           | NTTドコモが提供するおさいふケータイクレジットDCMXの設定アプリ                                                                  |
| モバイルSuica登録用iアプリ     | モバイルSuica契約用のiアプリ                                                                                                   |
| ヘルスチェッカー               | 歩数、活動量、脈拍数、血圧、体組成のデータを管理するアプリ                                                                     |
| @Fケータイ応援団INFO           | 富士通のiモード公式サイト「@Fケータイ応援団」の最新情報や「millmo.jp for F」のおすすめ情報を定期的に通知してくれるウィジェット |
| ROID ウィジェット              | モバイルサイト「ROID」の更新情報などを通知してくれるウィジェット                                                               |
| Start! iウィジェット           | iウィジェットの使い方をムービーで見ることができるiアプリ                                                                       |
| iWウォッチ                     | iウィジェット画面でグラフィカルに時計や電池残量を確認することができるアプリ                                                    |
| 地図アプリ                     | GPS機能を利用して、目的地を検索したり、乗り換え案内を駆使した、交通手段によるルートを表示が可能                                |
| 楽オクアプリ                   | 楽天オークション用のアプリ |
| iアプリバンキング              | モバイルバンキングを簡単に利用するためのアプリ                                                                                 |
| マクドナルド トクするアプリ    | 日本マクドナルドのかざすクーポンなどを利用するためのアプリ                                                                     |
| 株価アプリ                     | 指定銘柄の株価情報を表示するアプリ                                                                                             |
| Google モバイル                | Google検索機能が利用できるアプリ                                                                                               |
| FOMA通信環境確認アプリ         | FOMAハイスピードエリアを利用できるかを確認することができるiアプリ                                                              |
| ドコモ料金案内                 | 通話料やパケット通信料等の簡易的な履歴を一覧やグラフで確認できるアプリ                                                         |
| ビックポイント機能付ケータイ   | おサイフケータイをビックカメラの「ビックポイントカード」として利用できるアプリ                                                 |
| ヨドバシゴールドポイントカード | ヨドバシカメラの「ヨドバシゴールドポイントカード」として利用できるアプリ                                                       |
| モバイルAMCアプリ              | おサイフケータイを使用して、ANAの各種サービスを利用できるアプリ                                                                |

## 歴史
- 2009年8月17日 - 電気通信端末機器審査協会（JATE）通過。
- 2009年11月10日 - F-01B - F-02B - F-03B - F-04B - L-01B - L-02B - L-03B - N-01B - N-02B - N-03B - P-01B - P-02B - P-03B - SH-01B - SH-02B - SH-03B - SH-04B - SH-05B - SC-01Bの開発を発表。
- 2009年11月20日 - 発売開始。
- 2016年10月31日 - この日をもって、故障修理の受付を終了する。